# 阿部正备
阿部正备（日语：／ Abe Masakata，1823年7月27日—1874年4月11日），日本江户时代大名。陆奥国白河藩第4代藩主。忠秋系阿部家12代。
文政6年（1823年）出生，肥前国大村藩主大村纯昌五男。天保9年（1838年）5月12日前任藩主·正瞭去世，于同年6月28日作为养子继承了家督。嘉永元年（1848年）5月10日隐居，家督让位于养子·正定。明治7年（1874年），52岁去世。